# Derg

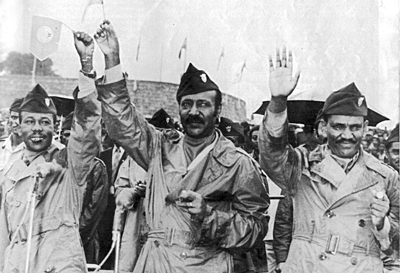
Mengistu Haile Mariam (i mitten) tillsammans med två andra officerare ur Derg, Aman Mikael Andom och Atnafu Abate.

Derg eller Dergue (Ge'ez för kommitté eller råd), en förkortning som betyder "Samordningskommittén för de väpnade styrkorna, polisen och hemvärnet", var en militärjunta som styrde Etiopien mellan 1974 och 1987. 
Juntan bildades efter att kejsaren Haile Selassie störtades i en militärkupp den 12 september 1974. En kort tid efter dess makttillträde bytte juntan officiellt namn till Provisoriska militära administrationsrådet men fortsatte under hela sin tid vid makten att vara känd under namnet "Derg". Från 1975 förklarade sig juntan kommunistisk och mottog därefter stöd från Sovjetunionen samt ett flertal andra kommunistiska stater, i synnerhet  Kuba, och 1986 inträdde Etiopien i Comecon. 
Dergs styre blev mycket hårt och repressivt och tusentals människor avrättades eller fängslades utan rättegång. Militärjuntans tid vid makten präglades också av en av de värsta svältkatastroferna i Afrikas moderna historia under 1984–1985, ett blodigt inbördeskrig, den utdragna självständighetskamp i Eritrea som pågått sedan 1961 samt av Ogadenkriget mot Somalia 1977–1978.
Den 22 februari 1987 upplöste militärjuntans ledare Mengistu Haile Mariam Derg och utropade Demokratiska Folkrepubliken Etiopien.